# Hiroto Kōmoto
Hiroto Komoto (甲 本 ヒロト?) Nacido el 17 de marzo de 1963 es un cantante de rock japonés que ha liderado bandas como The Blue Hearts, The High-Lows y The Cro-Magnons. En el kanji oficial su nombre es 甲 本 浩 人, pero en katakana lo utiliza al escribir su nombre en las publicaciones oficiales.

## Historia personal
Komoto nació en Okayama, Prefectura de Okayama y se graduó de la escuela secundaria adscrito a la Facultad de Educación de la Universidad de Okayama antes de graduarse de la escuela de la prefectura del Sōzan High School. Asistió a la Universidad Hosei después de la secundaria, pero se retiró antes de completar su grado.
En 1985, Komoto se unió con Masatoshi Mashima para formar The Blue Hearts y lanzaron su primer sencillo Hito ni Yasashiku y su debut mayor Linda Linda en 1987. Después de The Blue Hearts tomó un descanso de trabajo de estudio y las giras en 1994, Komoto comenzó a trabajar en un álbum en solitario que nunca fue lanzado.
En 1995, Komoto y Mashima se unieron para formar Happy Song Co., Ltd. Cuando la banda se disolvió oficialmente el 1 de junio de ese año, también formó una nueva banda, The High-Lows. La banda lanzó su nuevo primer sencillo (Missile Man) y un disco homónimo el 25 de octubre. Un par de años más tarde, Komoto y Mashima terminaron de construir su propio estudio, Atomic Boogie Studio. The High-Lows finalmente se separó en 2005.
Komoto continuó el trabajo de estudio en solitario en 2006 y lanzó dos singles el 5 de julio, "Manatsu no Sutoreeto" y "Tengoku Umare". Tocó todos los instrumentos de la canción, incluyendo guitarra, bajo y batería. De nuevo se unió a Mashima a finales de año y actuó en un festival de rock el 23 de julio, marcando el inicio oficial de The Cro-Magnons. Lanzaron su primer sencillo, "Tallyho", el 20 de septiembre.